# Zdzisław Kowalewski
Zdzisław Kowalewski (ur. 7 grudnia 1923 w Zgierzu, zm. 20 lipca 1991) – polski doktor habilitowany, socjolog i pedagog.

## Życiorys
Zdzisław Kowalewski urodził się w Zgierzu w rodzinie robotniczej. Z powodu wybuchu II wojny światowej musiał przerwać naukę w gimnazjum w Warszawie. Po kapitulacji III Rzeszy wyjechał z rodziną do Łodzi, gdzie kontynuował naukę. Studia z socjologii i pedagogiki społecznej kończył po wojnie, na Uniwersytecie Łódzkim. Był uczniem Heleny Radlińskiej, która była promotorką jego pracy magisterskiej. Na studiach był współzałożycielem Akademickiej Organizacji Służby Społecznej, rozwiązanej jednak przez władze w 1949.
Po studiach pracował w oświacie. W 1955 został pracownikiem Polskiej Akademii Nauk. Był współzałożycielem International Commission for Science Policy Studies, członkiem zarządu Research Committee on Sociology of Science, współzałożycielem i przewodniczącym Stowarzyszenia Autorów Dzieł Naukowych.

## Publikacje
- 1962 Chemicy Polskiej Rzeczypospolitej Ludowej. Studium o pozycji społecznej i kulturalnej inteligencji technicznej;
- 1967 Nauka a planowanie jej rozwoju;
- 1971 Nauki społeczne a rozwój społeczny (Problemy potencjału naukowego i krzewienia kultury naukowej);
- 1974 Z badań nad społeczną funkcją nauki;
- 1982 Rzeczpospolita niedoceniona. Kultura naukowa i polityczna Polski przedrozbiorowej;
- 1991 Wolność a służebność nauki;
- 1991 Społeczeństwo obywatelskie w doświadczeniu historycznym.